# 日本国際音楽コンクール
日本国際音楽コンクール（にほんこくさいおんがくコンクール）は、社団法人日本演奏連盟主催の音楽コンクール。1980年から1995年まで6回と回数を重ねていたが、1999年2月、公式には財源難のため中止された。NHKの教育テレビとFMラジオで、抜粋が放送された。

## 歴史
- 1980年 - 第1回 ピアノ部門は第1位なし第2位のジャン＝イヴ・ティボーデ。藤井一興が第3位なしの第4位。渡辺健二が第5位。
- 1983年 - 第2回 ヴァイオリン部門は漆原朝子が第1位。高田あずみが第4位。ピアノ部門は岡田博美が第1位、小川典子が第2位、Laurent Cabassoが第３位。
- 1986年 - 第3回 ヴァイオリン部門は戸田弥生が第3位。ピアノ部門は田中修二が第3位[1]。
- 1989年 - 第4回 ヴァイオリン部門は諏訪内晶子が第2位。ピアノ部門は有森直樹が奨励賞。主催に財団法人東京都文化振興会とKDDが加わる。
- 1992年 - 第5回 ヴァイオリン部門は伊藤亮太郎が第4位。ピアノ部門は及川浩治が第2位。江尻南美が第4位。
- 1995年 - 第6回 ヴァイオリン部門は二村英仁が第1位。大谷玲子が第4位、杉浦美知が入賞。
- 1999年2月 - 中止を決定。